# متیو برتینگهام

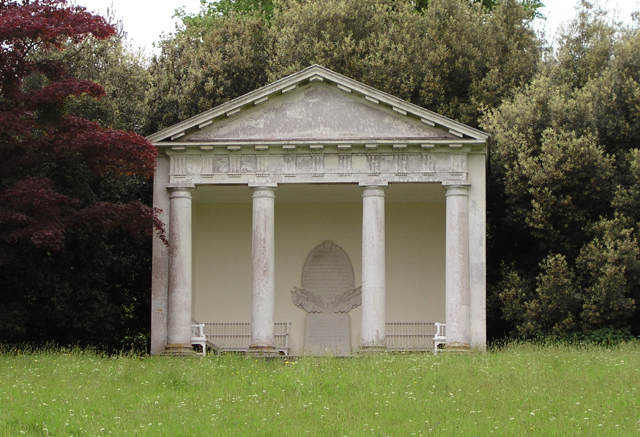
یکی از طرح های معماری متیو برتینگهام

متیو برتینگهام (انگلیسی: Matthew Brettingham; ۱ ژانویهٔ ۱۶۹۹ – ۱۹ اوت ۱۷۶۹) معمار اهل بریتانیا بود.